# Eriomastyx lacteata
Eriomastyx lacteata là một loài bướm đêm thuộc phân họ Arctiinae, họ Erebidae.